# Hans im Glück
Hans Im Glück is een in München gevestigde uitgever van bord- en kaartspellen.

## Historie
Hans Im Glück werd opgericht in 1983 door Bernd Brunnhofer en Karl-Heinz Schmiel. De eerste spellen werden met de hand gemaakt in een kleine werkplaats. In 1987 verliet Karl-Heinz Schmiel het bedrijf. Sindsdien is Bernd Brunnhofer de eindverantwoordelijke van de onderneming.
In de jaren 80 werden meerdere spellen van Hans Im Glück genomineerd voor de toonaangevende Spiel des Jahres-verkiezing. In 1991 viel die eer te beurt aan het door Hans Im Glück uitgegeven spel Drunter & Drüber van Klaus Teuber. Het was de eerste keer in de geschiedenis dat een klein spellenbedrijf deze wereldwijd prestigieuze prijs won.
Heden geldt Hans Im Glück in Duitsland als toonaangevend spellenuitgever. Het grootste succes is het bordspel Carcassonne.

## Uitgaven
Hieronder een kleine opsomming van de uitgaven van Hans im Glück die ook in Nederland bekend zijn.
- Drunter und drüber – Spiel des Jahres 1991
- El Grande – Spiel des Jahres 1996, Deutscher Spiele Preis 1996
- Euphrat & Tigris – Deutscher Spiele Preis 1998
- Carcassonne – Spiel des Jahres 2001, Deutscher Spiele Preis 2001
- Amun Re – Deutscher Spiele Preis 2003
- Thurn und Taxis - Spiel des Jahres 2006
- Dominion - Spiel des Jahres 2009